# Élections législatives indiennes de 1920
Des élections législatives ont lieu dans le Raj britannique en 1920 afin d'élire les membres du Conseil législatif impérial. Il s'agit des premières élections organisées en Inde.
Le Conseil législatif impérial est le nouveau parlement de l'Inde britannique, créé par le Government of India Act de 1919. Il est basé à Delhi.
La chambre basse, l'Assemblée législative centrale, compte 104 membres élus (dont 8 réservés aux Européens élus par les chambres de commerce, 30 aux musulmans, 2 aux sikhs) et 41 nommés. La chambre haute, le Conseil d'État, compte 34 membres élus (dont 10 sièges réservés aux musulmans, 3 aux chambres de commerce et 1 aux sikhs) et 11 nommés.
Le corps électoral était composé d'environ un million d'électeurs mais les élections sont boycottées par une partie du mouvement indépendantiste et seulement 182 000 personnes votent.
Le nouveau parlement est ouvert pour la première fois par le prince Arthur de Connaught et Strathearn le 9 février 1921.

## Résultats
| Parti                         | Sièges | Leader          |
| ----------------------------- | ------ | --------------- |
| Democratic Party              | 48     | Hari Singh Gour |
| Autres partis et indépendants | 47     |                 |
| Européens                     | 9      |                 |
| Total des membres élus        | 104    |                 |